# Riadh El Fahem
Riadh El Fahem (Menzel Bouzelfa, 13 de octubre de 1959 - Ibídem, 21 de enero de 2014) fue un jugador de fútbol tunecino que jugaba en la demarcación de delantero.

## Biografía
Tras formarse en las filas juveniles del CS Menzel Bouzelfa, finalmente saltó al primer equipo en la temporada 1978/1979, durante la cual el club llegó por primera y única vez a la división nacional. Tras tres años en el club, con 12 goles en 60 partidos jugados, fue traspasado al Espérance Sportive de Tunis. Jugó en el club durante cuatro temporadas. Además, en la primera que jugó, llegó a ser el máximo goleador del Championnat de Ligue Profesionelle 1. Además ganó el Championnat de Ligue Profesionelle 1 en 1982 y 1985. Al finalizar su etapa en el Espérance Sportive de Tunis, emigró a Europa para jugar en clubes de segundo nivel. Finalmente el 21 de enero de 2014 falleció tras sufrir un accidente de tráfico.

## Selección nacional
Riadh El Fahem jugó un total de 21 veces con la selección de fútbol de Túnez entre 1981 y 1983, llegando a marcar un total de cinco goles. Disputó su primer partido contra Baréin el 5 de marzo de 1981, y su último partido contra Turquía en los Juegos Mediterráneos de 1983. Además participó en la Copa Africana de Naciones 1982.

## Clubes
| Club                        | País  | Año         | Partidos | Goles |
| --------------------------- | ----- | ----------- | -------- | ----- |
| CS Menzel Bouzelfa          | Túnez | 1978 - 1981 | 60       | 12    |
| Espérance Sportive de Tunis | Túnez | 1981 - 1985 | 78       | 27    |

## Palmarés

### Campeonatos nacionales
| Título                               | Club                        | País  | Año  |
| ------------------------------------ | --------------------------- | ----- | ---- |
| Tunisian Ligue Professionnelle 2     | CS Menzel Bouzelfa          | Túnez | 1979 |
| Championnat de Ligue Profesionelle 1 | Espérance Sportive de Tunis | Túnez | 1982 |
| Championnat de Ligue Profesionelle 1 | Espérance Sportive de Tunis | Túnez | 1985 |

### Individual
| Título                                                   | Club                        | País  | Año  |
| -------------------------------------------------------- | --------------------------- | ----- | ---- |
| Máximo goleador del Championnat de Ligue Profesionelle 1 | Espérance Sportive de Tunis | Túnez | 1982 |